# Bagrationovsky (huyện)
Huyện Bagrationovsky (tiếng Nga: ? райо́н) là một huyện hành chính tự quản (raion), của Tỉnh Kaliningrad, Nga. Huyện có diện tích 1220 km². Trung tâm của huyện đóng ở Bagrationovsk.